# Siemieński-Lewicki

Wappen derer von Siemieński

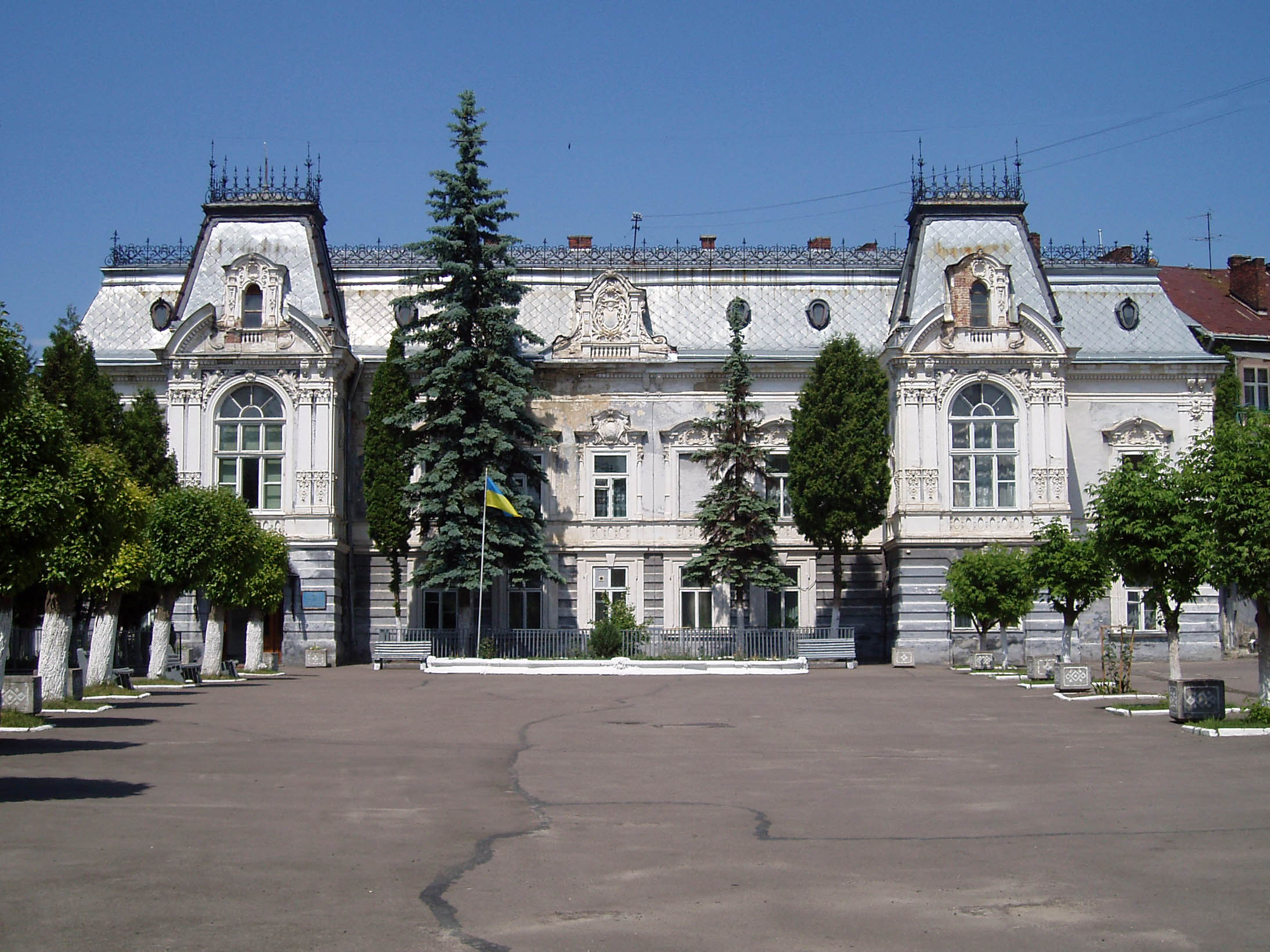
Palais Siemieński-Lewicki in Lemberg

Siemieński-Lewicki ist der Name eines ursprünglich aus Masowien stammenden, dann zum  galizischen und österreichischen Grafenstand und schließlich zum österreichischen Hochadel gehörenden Adelsgeschlechts.

## Geschichte
Stammsitz war Sławczyn bei Radom. Dort urkundete das Geschlecht 1580.
Wilhelm, Starost von Biecz, vormals polnischer Generalmajor, bekam 1779 von Kaiserin Maria Theresia den galizischen Grafenstand mit dem Prädikat „von Biecz“. Von Kaiser Joseph II. bekam er 1781 den österreichischen Grafenstand.
Bedeutender Vertreter der Familie war Graf Wilhelm Siemieński-Lewicki auf Biecz (1827–1901), welcher Abgeordneter zum Galizischen Landtag war. Gemeinsam mit dem Grafen Potocki war er auch ein Investor in der Lokalbahn Lemberg (Kleparów)–Jaworów Ende des 19. Jahrhunderts. Er war mit Sophie Gräfin Lewicka verheiratet, der Letzten ihres Stammes, und erhielt daher 1869 vom österreichischen Kaiser die Namensvereinigung beider Familien genehmigt.
Als eines von 64 gräflichen Geschlechtern hatte die Familie, seit der Verleihung an Wilhelms Sohn, dem kaiserlich-königlichen Kämmerer Stanislaus Graf Sławczyn-Siemieński-Lewicki im Jahr 1907, einen erblichen Sitz im Herrenhaus, dem Oberhaus des österreichischen Reichsrates und gehörte damit zum Hochadel des Kaiserreichs.

## Besitztümer
Die Familie besaß weit ausgedehnte Besitztümer in Galizien. Zu den Residenzen gehörte das Palais Siemieński-Lewicki in Lemberg.

## Wappen

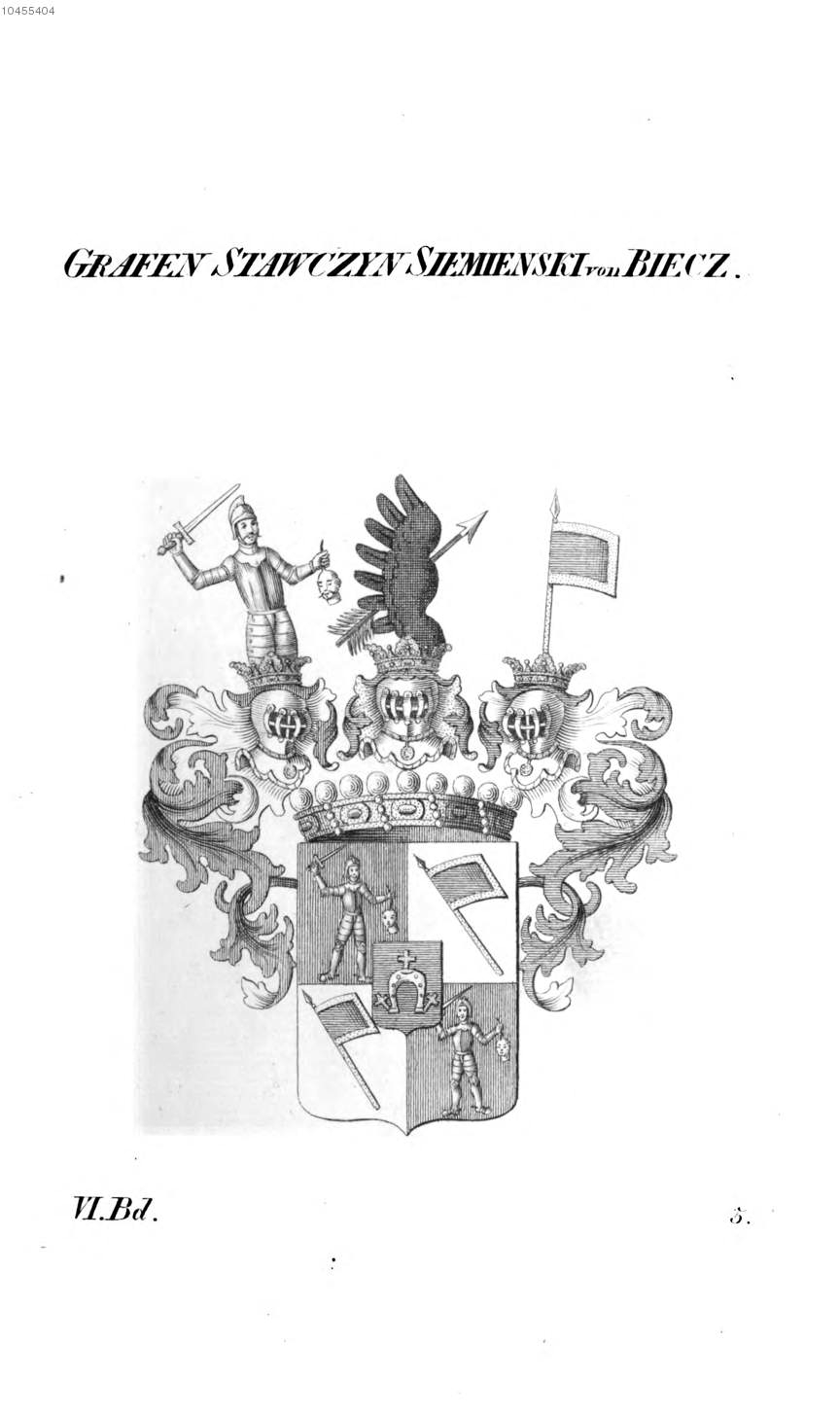
Gräfliches Wappen

Das Wappen ist das Stammwappen Dąbrowa.

## Genealogie
1. Konstantin Graf Siemieński († 11. April 1866), k. k. Kämmerer
  1. Severine Gräfin Siemieński (* 4. Dezember 1825), Sternkreuzdame, heiratete am 11. April 1849 Theodor Graf Kolowrat-Krakowsky, k. k. Kämmerer, Generalmajor
  2. Wilhelm Graf Siemieński-Lewicki, Graf von Biecz (* 4. April 1827; † 1901), heiratete am 26. April 1856 Sofie, Sternkreuzdame und Palastdame in Lemberg, Tochter von Graf Kajetan Lewicki, k. k. Kämmerer 
    1. Stanislaus Graf Sławczyn-Siemieński-Lewicki (* 17. Mai 1864), k. k. Kämmerer, heiratete am 15. Februar 1890 Sophie Gräfin Tarnowska (* 29. Juni 1869)
      1. Johann Stanislaus Graf Sławczyn-Siemieński-Lewicki (* 17. August 1893)
      2. Johann Graf Sławczyn-Siemieński-Lewicki (* 26. Mai 1894)
2. Amelie Gräfin Siemieński (* 8. Januar 1802), heiratete am 14. Mai 1822 Alexander Graf Stadtnicki († 1850)